# Himantoglossum
Himantoglossum Spreng., 1826 è un genere di piante angiosperme monocotiledoni appartenenti alla famiglia delle Orchidacee, dall'aspetto di erbacee perenni dalla tipica infiorescenza racemosa.

## Etimologia
Il nome del genere deriva dal greco antico: ἱμάς?, himás ("laccio") e γλῶσσα, glôssa ("lingua").

## Descrizione

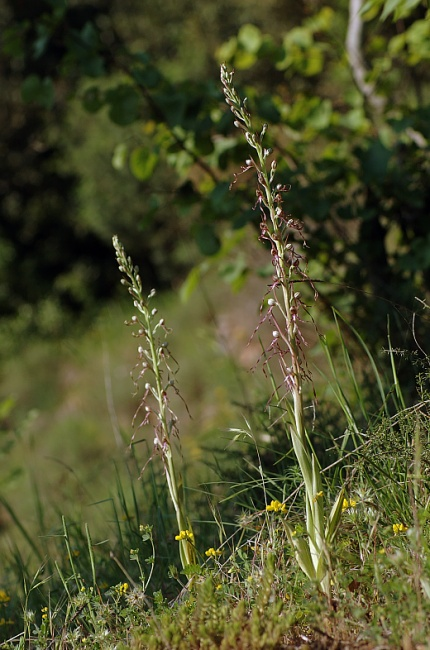
Il portamento (H. adriaticum)

I dati morfologici si riferiscono soprattutto alle specie europee e in particolare a quelle spontanee italiane.
Sono piante relativamente alte (arrivano fino al metro di altezza). La forma biologica prevalente di questo genere è geofita bulbosa (G bulb), ossia sono piante perenni che portano le gemme in posizione sotterranea. Durante la stagione avversa non presentano organi aerei e le gemme si trovano in organi sotterranei chiamati bulbi o tuberi, organi di riserva che annualmente producono nuovi fusti, foglie e fiori. Sono orchidee terrestri in quanto contrariamente ad altre specie, non sono “epifite”, ossia non vivono a spese di altri vegetali di maggiori proporzioni.

### Radici
Le radici sono secondarie da bulbo, e si trovano nella parte superiore dei bulbi.

### Fusto
- Parte ipogea: la parte sotterranea del fusto è composta da due tuberi ovoidali;  il primo svolge delle importanti funzioni di alimentazione del fusto, mentre il secondo raccoglie materiali nutritizi di riserva per lo sviluppo della pianta che si formerà nell'anno venturo.
- Parte epigea: la parte aerea del fusto è semplice ed eretta.

### Foglie

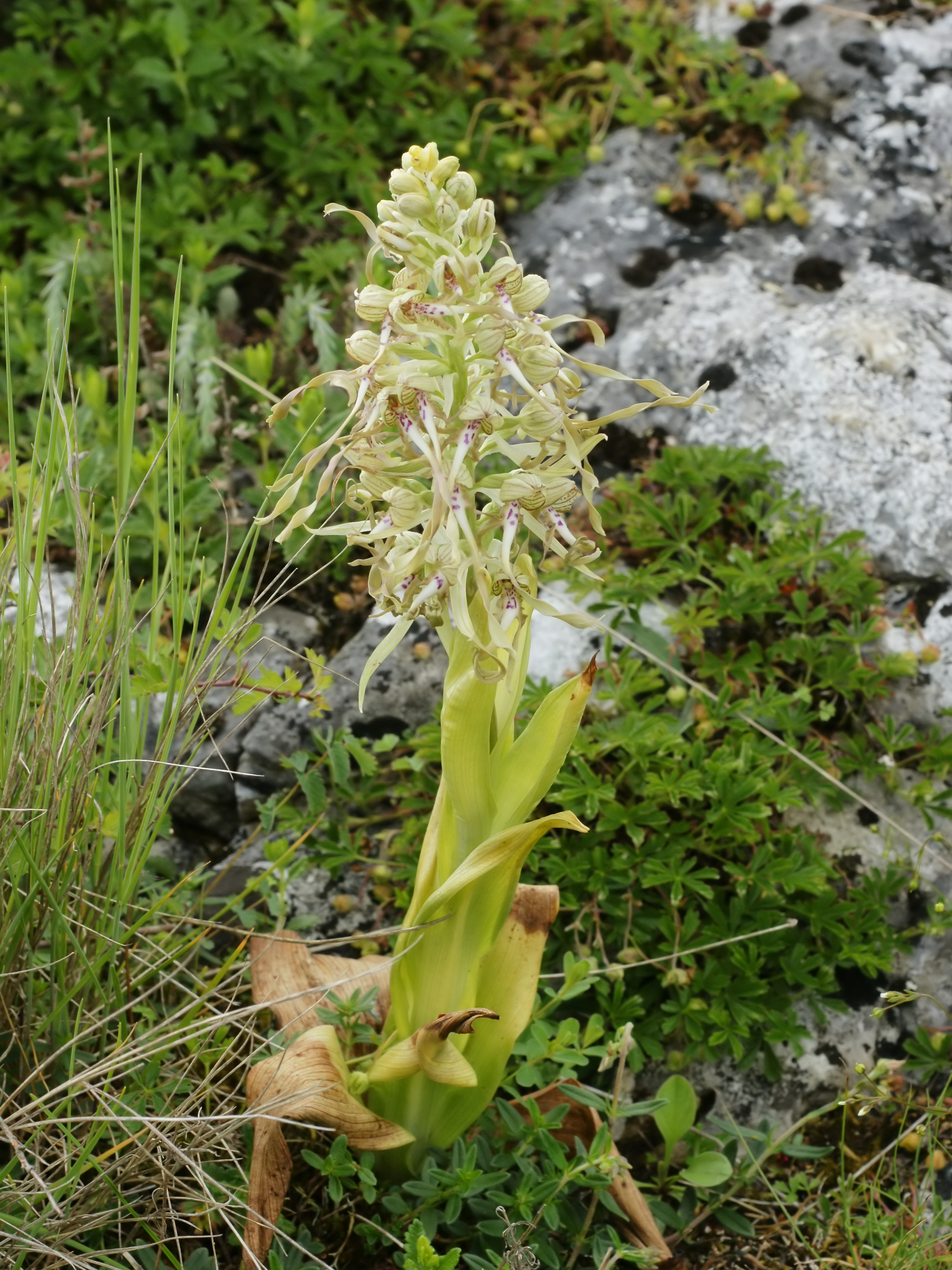
Le foglie (H. hircinum)

Le foglie (una decina) hanno una forma da lanceolata a oblunga, con apice acuto. Alla base formano un involucro guainante il fusto. Sulla pagina fogliare sono presenti delle nervature parallele disposte longitudinalmente (foglie di tipo parallelinervie).

### Infiorescenza
L'infiorescenza è una spiga semplice ma allungata e densamente formata da numerosi fiori (fino ad un centinaio in alcune specie).  I fiori sono posti alle ascelle di brattee lanceolate. I fiori sono inoltre resupinati, ruotati sottosopra tramite torsione dell'ovario; in questo caso il labello è volto in basso.

### Fiori

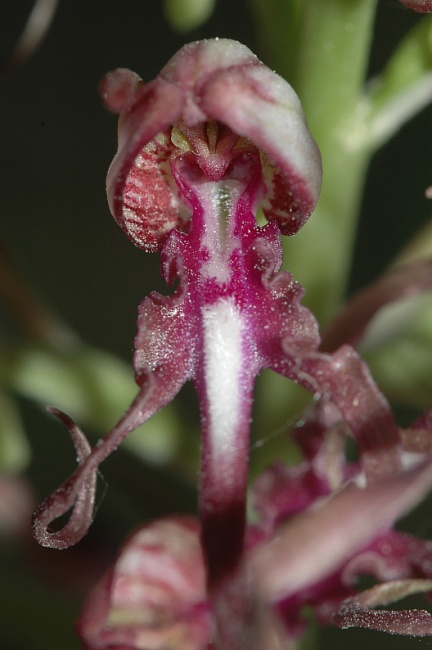
I fiori (H. adriaticum)

I fiori sono ermafroditi ed irregolarmente zigomorfi, pentaciclici (perigonio a 2 verticilli di tepali, 2 verticilli di stami (di cui uno solo fertile – essendo l'altro atrofizzato), 1 verticillo dello stilo). Il colore dei fiori varia dal bianco al porporino su base verdognola.
- Formula fiorale: per questa pianta viene indicata la seguente formula fiorale:

P 3+3, [A 1, G (3)]
- Perigonio: il perigonio è composto da 2 verticilli con 3 tepali (o segmenti) ciascuno (3 interni e 3 esterni). I tepali sia quelli esterni che quelli interni (ad esclusione del labello, molto diverso) sono simili tra di loro ed hanno una forma ovata. Sono più o meno conniventi e insieme formano una specie di cappuccio a protezione degli organi riproduttori (il ginostemio). I tepali in genere sono verdastri con strie porporine.
- Labello: il labello (pendente) è semplice, ossia non è formato da due parti distinte, ma è trilobato. È senz'altro la parte più vistosa di questo fiore. Il lobo centrale è nastriforme e può essere allungato (diverse volte la dimensione del fiore) oppure di dimensioni più normali, a portamento spiralato. I due lobi laterali sono meno lunghi ma più stretti. Nella parte basale, sul retro,  è presente un breve sperone conico-saccato.
- Ginostemio: lo stame con le rispettive antere (in realtà si tratta di una sola antera fertile biloculare – a due logge) è concresciuto con lo stilo e forma una specie di organo colonnare chiamato "ginostemio"[4]. Il polline ha una consistenza gelatinosa; e si trova nelle due logge dell'antera, queste sono fornite di una ghiandola vischiosa (chiamate retinacolo). I pollinii sono inseriti sul retinacolo tramite delle caudicole e sono racchiusi in una borsicola rostellare ampia e unica. L'ovario, brevemente peduncolato, in posizione infera, è formato da tre carpelli fusi insieme[5]. Inoltre è contorto.

### Frutti
Il frutto è una capsula peduncolata.  Al suo interno sono contenuti numerosi minutissimi semi piatti. Questi semi sono privi di endosperma e gli embrioni contenuti in essi sono poco differenziati in quanto formati da poche cellule. Queste piante vivono in stretta simbiosi con micorrize endotrofiche, questo significa che i semi possono svilupparsi solamente dopo essere infettati dalle spore di funghi micorrizici (infestazione di ife fungine). Questo meccanismo è necessario in quanto i semi da soli hanno poche sostanze di riserva per una germinazione in proprio.

## Biologia
La riproduzione di queste piante può avvenire in due modi: 
- per via sessuata grazie all'impollinazione degli insetti pronubi; la germinazione dei semi è tuttavia condizionata dalla presenza di funghi specifici (i semi sono privi di albume – vedi sopra).
- per via vegetativa in quanto uno dei due bulbi possiede la funzione vegetativa per cui può emettere gemme avventizie capaci di generare nuovi individui (l'altro bulbo generalmente è di riserva).

## Distribuzione e habitat
La distribuzione di questo genere (relativamente alle specie europee) è prevalentemente sub-mediterranea. L'habitat tipico sono i margini dei boschi e i prati aridi a volte anche sassosi su substrato piuttosto calcareo.
Entrambe le due specie spontanee della flora italiana vivono sull'arco alpino. La tabella seguente mette in evidenza alcuni dati relativi all'habitat, al substrato e alla diffusione di questi fiori relativamente allo specifico areale alpino.
| Specie | Comunità vegetali | Piani vegetazionali | Substrato | pH     | Livello trofico | H2O   | Ambiente | Zona alpina |
| --- | ----------------- | ------------------- | --------- | ------ | --------------- | ----- | -------- | ----------- |
| H. adriaticum | 11                | collinare montano   | Ca        | basico | basso           | secco | F2 F7 G4 | BS TN BZ    |
| H. hircinum | 11                | collinare           | Ca        | basico | basso           | secco | F2 F7 G4 | CN          |
| Legenda e note Per il “substrato” con “Ca/Si” si intendono rocce di carattere intermedio (calcari silicei e simili); vengono prese in considerazione solo le zone alpine del territorio italiano (sono indicate le sigle delle province). Comunità vegetali: 11 = comunità delle macro- e megaforbie terrestri Ambienti: F2 = praterie rase, prati e pascoli dal piano collinare al subalpino F7 = margini erbacei dei boschi G4 = arbusteti e margini dei boschi |                   |                     |           |        |                 |       |          |             |

## Tassonomia
Il genere comprende le seguenti specie (i nomi comuni in italiano sono evidenziati in grassetto accanto al nome scientifico):
- Himantoglossum adriaticum H.Baumann - barbone adriatico
- Himantoglossum calcaratum (Beck) Schltr.
- Himantoglossum caprinum (M.Bieb.) Spreng.
- Himantoglossum comperianum (Steven) P.Delforge
- Himantoglossum formosum (Steven) K.Koch
- Himantoglossum galilaeum Shifman
- Himantoglossum hircinum (L.) Spreng. (specie tipo) - barbone caprino
- Himantoglossum metlesicsianum (W.P.Teschner) P.Delforge
- Himantoglossum montis-tauri Kreutz & W.Lüders
- Himantoglossum robertianum (Loisel.) P.Delforge - orchidea di Robert

Sul territorio italiano fino a poco tempo fa era segnalata una sola specie, Himantoglossum hircinum, segnalata in Italia meridionale e in Sicilia, Liguria e Piemonte meridionale, ormai rarissima e in alcune aree quasi scomparsa. Pignati nella edizione aggiornata della sua Flora d'Italia cita anche Himantoglossum adriaticum, diffusa dalle regioni alpine all'Italia meridionale, e Himantoglossum robertianum (sin.:Barlia robertiana), presente in gran parte della penisola e nelle isole maggiori.

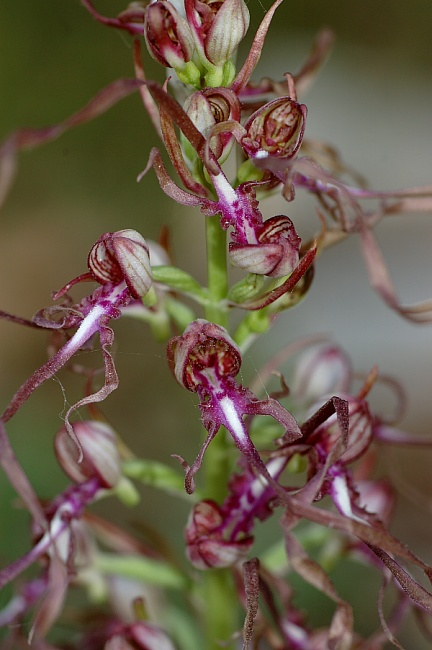
H. adriaticum
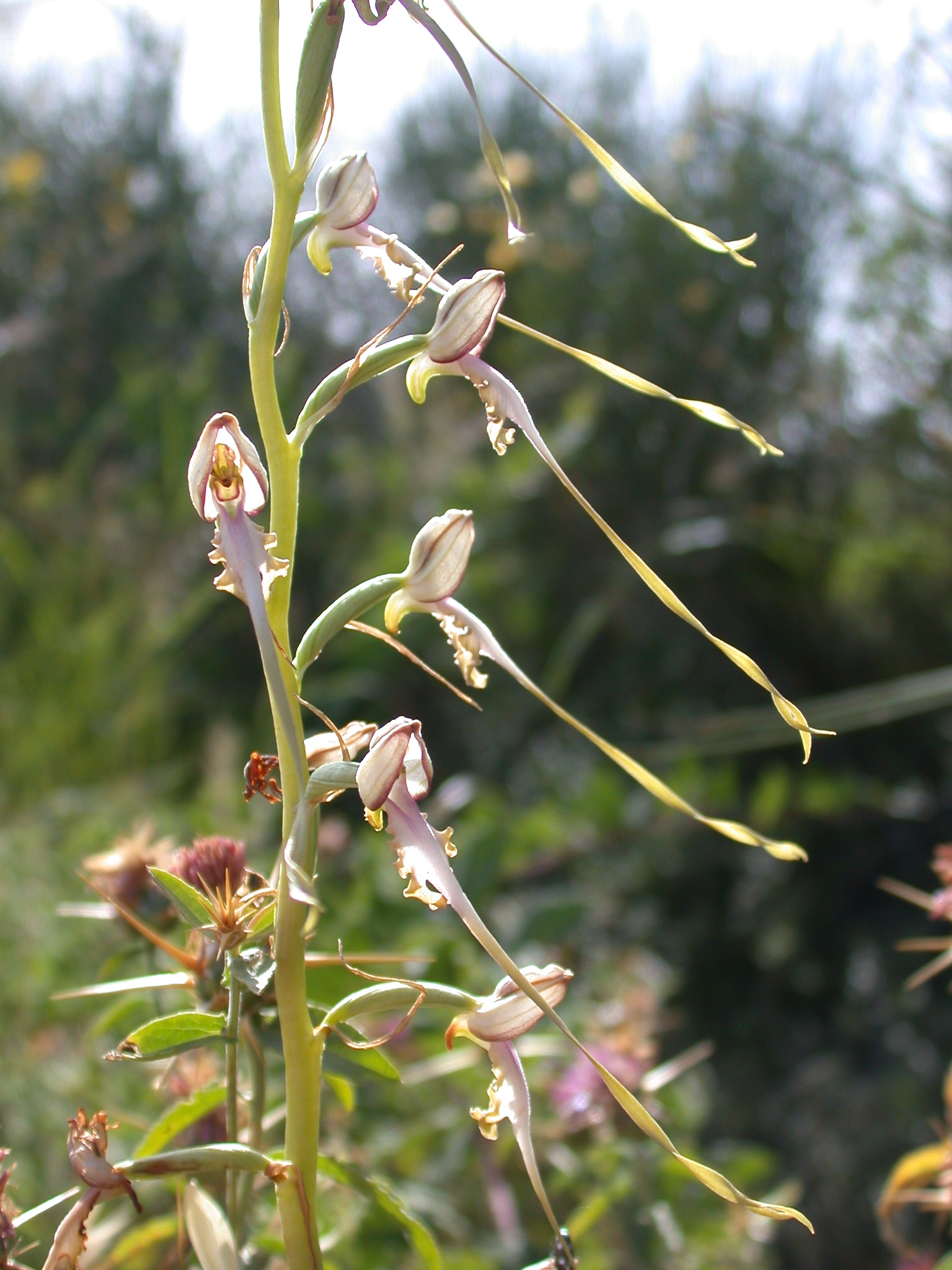
H. caprinum
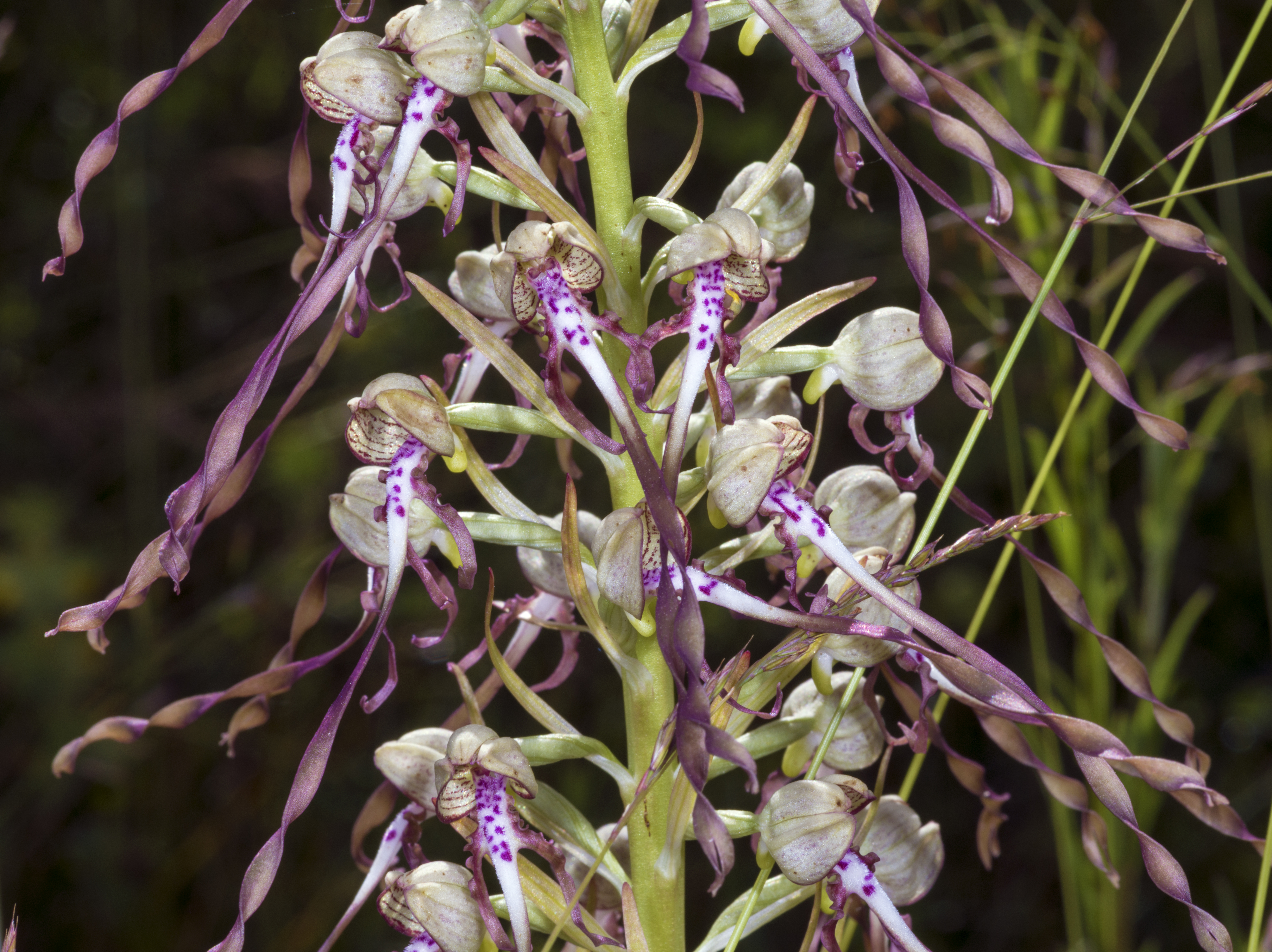
H. hircinum
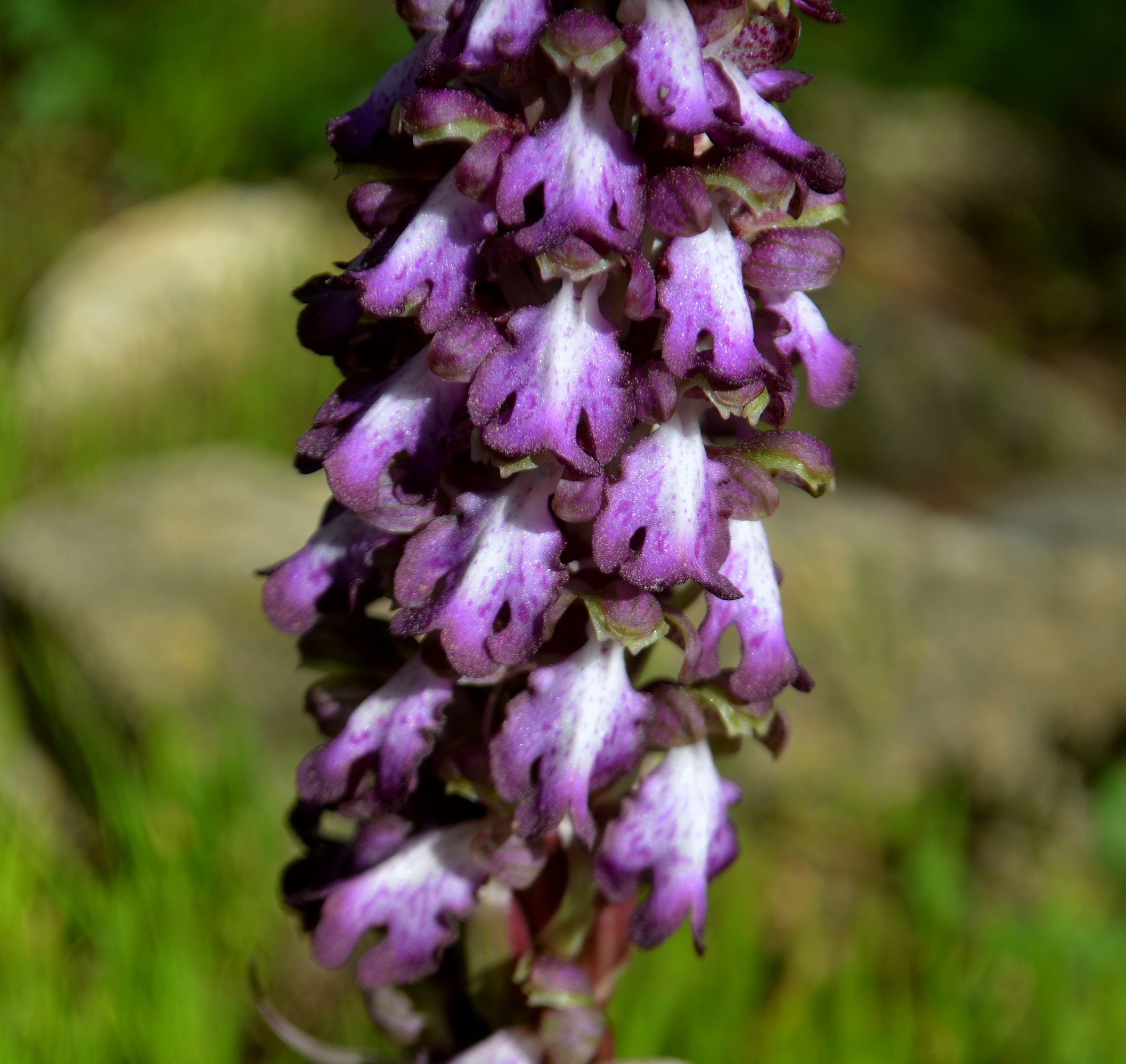
H. robertianum

### Ibridi
Le specie di questo genere possono facilmente ibridarsi tra di loro. L'elenco seguente indica alcuni di questi ibridi interspecifici:
- Himantoglossum × agiasense (Karatzas) ined. - Ibrido tra H. comperianum e H. montis-tauri
- Himantoglossum × samariense C.Alibertis & A.Alibertis (1989) - Ibrido tra H. affine e H. caprinum

### Sinonimi
- Barlia Parl., 1858
- Comperia K.Koch, 1849
- Loroglossum Rich., 1817